# Маломирово
Маломирово е село в Югоизточна България. То се намира в община Елхово, област Ямбол.

## География
Село Маломирово е разположено в Тунджанската хълмиста нископланинска област, намира се на 8 km от общинския център Елхово, на 45 km от областния център Ямбол, на 22 km от граничното село Голям Дервент, на 34 km от Тополовград, на 35 km от ГКПП Лесово, на 85 km от Свиленград, на 93 km от областния град Бургас, на 122 km от областния град Хасково и на 345 km от столицата София. Релефът му се състои от възвишения (Дервентските възвишения, Бакаджиците, Манастирските възвишения) и слабо разчленени плоски низини.
Тунджа е най-голямата река в този район, заедно с нейните притоци – Поповска река, Араплийска, Лалковска, Мелнишка, река Калница, Голямата река.
Климатът на селото попада в двете климатични области на България – европейско-континентален и континентално-средиземноморски. Зимата е мека, пролетта започва рано, лятото е горещо, а есента е по-топла и от пролетта. Снежната покривка се задържа 10 – 15 дни. Присъщи за този район са северните и североизточни ветрове. Често явление са южните ветрове, които носят топъл средиземноморски въздух.
Почвата в този район е характерна със своята слаба денивелация. Тук преобладават основно три вида почви – канелени горски почви, чернозем-смолници и наносни почви. Те са благоприятни за отглеждане на зърнени култури, от където идва и старото име на селото – Хамбарлий.
В стопанско отношение, основният поминък на населението е животновъдството и растениевъдството.
За последните няколко години актуалната тенденция на заселване на чужди граждани, предимно англичани, не подмина и село Маломирово. Селото е привлекателно със своята красива природа, чист въздух, екологични природни ресурси и спокойствие.

## История
Старото име на селото е Хамбарлий.
Край село Маломирово, на 22 юни 813 г. в Битката при Версиникия българските войски на хан Крум разбиват византийската армия на император Михаил I Рангаве. В околностите на елховското село Маломирово, старото Хамбарлии, са открити и пренесени във Варненския музей от братя Шкорпил прочутите и значими за нашата история Хамбарлийски надписи. На 13.04.814 г. в околностите на Маломирово във военния си лагер подготвяйки превземането на Цариград умира Хан Крум.

## Културни и природни забележителности
За първи път след 30 години прекъсване, на 7.03.2009 година на Тодоров ден край селото се проведе конно надбягване, с което беше възстановена тази стара българска традиция.
На 23 юли 2005 г. в Голямата могила, намираща се край село Маломирово бе разкопан непокътнат царски гроб с всички полагащи се на владетеля атрибути. Това откритие, станало в Югозападна Странджа – в тази част на Тракия, където археологически разкопки почти не са провеждани, в значителна степен промени някои представи за културата и мирогледа на траките.
Могилата е най-голямата в този район – висока е 16 м, с диаметър около 100 м.
Предполага се, че това е могилата на тракийския цар Керсеблепт.

## Други
В селото има действащо читалище – „Пробуда“, което е регистрирано под номер 785 в Министерство на културата на Република България.
Към читалището има коледари, кукери, фолклорна певческа група, битова инструментална група; библиотека – 6557.
В селото работи целодневна детска градина „Господин Велев“, ул. „Георги Арабаджиев“ 2, 8737 Маломирово, Община Елхово. ЦДГ „Господин Велев“ е целодневна детска градина с общинско финансиране.
За нуждите на живеещите в селото работи здравен пункт, поща, няколко магазина, кафе, зала за организиране на масови мероприятия, пункт за изкупуване на мляко, хлебопекарна.

## Личности
Родени в Маломирово
- Въльо Ангелов, македоно-одрински опълченец, Сборна партизанска рота на МОО[2]